# Insiza (Mzingwane)
Der Insiza ist ein linker Nebenfluss des Mzingwane in der Provinz Südmatabeleland in Simbabwe.

## Geometrie
Der Fluss hat seine Quellen an der Fernstraße A5, etwa auf halber Strecke zwischen Bulawayo und Gweru, südwestlich der Ortschaft Shangani. Sie liegen auf etwa 1400 Höhenmetern im Norden des Distriktes Insiza, der nach dem Fluss benannt ist. Er verläuft Richtung Süden und durchfließt auf seinem Weg mehrere Stauseen. Der Insiza mündet nach etwa 130 km (Luftlinie), 10 km nördlich von West Nicholson in den Mzingwane.

## Hydrometrie
Der Insiza verläuft in semiaridem Gebiet. Die Niederschlagswerte liegen bei 480 mm/a im Süden, bis 690 mm/a im Norden des 3401 km² großen Einzugsgebietes. Der Fluss fließt nicht das ganze Jahr. Er fällt für gewöhnlich von August bis November trocken. Regelmäßig führt er nur in den Südsommer Monaten Wasser. Dann kann es allerdings zu Überschwemmungen kommen. Die Abflusswerte wurden zwischen 1952 und 1981 am Pegel Filabusi Upper Weir, etwa 60 km vor der Mündung in m³/s aufgezeichnet.

## Ökologie
Der Fluss und die Stauseen Verschlammen zunehmend. Als Grund dafür werden vor allem illegale Goldwäschern und chinesische Bergbaufirmen verantwortlich gemacht. Der Insiza Stausee hat durch das Sediment mittlerweile etwa 40 % seiner Kapazität verloren.